# Zeche Schrutenberend
Die Zeche Schrutenberend ist ein ehemaliges Steinkohlenbergwerk in Essen-Burgaltendorf. Das Bergwerk war auch unter den Namen Zeche Schruten-Berend, Zeche Schrutenbernd und Zeche Schruten Bernd bekannt. Die Stollen und Schächte des Bergwerks befanden sich gemäß der Niemeyerschen Karte südlich parallel zur heutigen Kirchstraße.

## Bergwerksgeschichte
Am 12. Dezember des Jahres 1724 wurde ein Längenfeld mit dem Namen Schrutenberend verliehen. Zeitgleich wurde das Feld aber auch von den Zechen Berend und Schruten belehnt. Im Jahr 1737 wurde in dem Feld von der Zeche Schruten Abbau betrieben. Da die Verleihung auf das gleiche Flöz erfolgt war, wurden die beiden Verleihungen Schruten und Berend vereinigt zur Zeche Schrutenberend. Im Jahr 1739 hatte das Bergwerk nur wenig Debit (Kohlenabsatz). Am 3. April des Jahres 1754 wurde ein Längenfeld verliehen. In den Jahren 1754 und 1755 wurde das Bergwerk in Fristen gelegt. Grund für diese Maßnahme war erneuter Absatzmangel. In den Jahren 1756 bis 1762 war das Bergwerk wieder in Betrieb. In den Jahren 1785 und 1798 wurde erneute Mutungen eingelegt. Im Jahr 1794 wurde das Bergwerk in die Niemeyersche Karte eingetragen. Am 26. Mai des Jahres 1802 konsolidierte die Zeche Schrutenberend mit der Zeche Neue Sackberg zur Zeche Vereinigte Neue Sackberg & Schrutenberend.